# Гварнери, Андреа
Андреа Гварнери (1626—1698) — итальянский скрипичный мастер, и основатель династии мастеров Гварнери.

## Биография
Андреа Гварнери родился в 1626 году в Кремоне , в семье Бартоломео Гварнери. Существуют записи о резчике по дереву по имени Джованни Баттиста Гварнери— это может быть другим написанием фамилии Гварнери . В 1641 году юный Андреа жил у Николо Амати  и учился скрипчиному мастерству, возможно, работая рядом с Франческо Руджери, который в то время также был подмастерьем. Впоследствии, с 1657 года у Амати был бесплатным учеником и Антонио Страдивари. В 1652 году, всё ещё живя у Амати, Андреа женился на Анне Марии Орчелли (Anna Maria Orcelli), дочери Орацио Орчелли (Orazio Orcelli). Молодая семья окончательно покинула дом Амати в 1654 году и, вероятно, Андреа ушёл из мастерской Амати, а также из-под его покровительства. Они переехали в дом тестя Гварнери, Casa Orcelli, который  позже стал Casa Guarneri, «домом Гварнери». через год — сына Пьетро Джованни, который потом стал скрипичным мастером вслед за отцом.
В 1655 году впервые встречается указание на то, что Андреа окончательно покинул мастерскую Амати: в тексте клейма скрипки, датированной 1655 годом написано «ex Allumnis Nicolai Ama. Во всех предыдущих клеймах «Alumnus» написано без приставки «ex». Однако считается, что спустя ещё некоторое время, как и Андреа Гварнери, и Франческо Руджери покинули мастерскую Амати, они изредка строили инструменты для своего бывшего мастера, и те несли на себе клеймо Амати.
К середине 1660-х годов в семье Андреа и Анны Марии прибавилось ещё два сына, Эусебио Амати, рождённый  в 1658 году,  и Джузеппе Джованни Баттиста, рождённый в 1666 году. Несмотря на то, что Эусебио получил второе имя в честь Амати и, вероятно, тот был его крёстным отцом, третий сын Андреа, единственный из его сыновей, не стал скрипичным мастером. Другой информации об Эусебио не имеется. Анализируя мастерство изготовления скрипок Гварнери, предполагается, что в период с 1670 по 1675 год по крайней мере старший сын Пьетро Джованни (позднее известный как Пьетро Мантуанский) начал работать в мастерской отца. Какие-то инструменты становятся легче и прослеживается влияние Страдивари. Со временем появляются инструменты, целиком сделанные рукой Пьетро Джованни, но несущие на себе клеймо Андреа Гварнери. Однако сотрудничество отца и сына продолжалось недолго. В 1679 году Пьетро, которому тогда исполнилось 24 года, в последний раз появляется в переписи в списках живущих в доме отца. Вскоре он переезжает в Мантую и становится известным как самостоятельный мастер.
Однако вскоре к занятию отца приобщается и младший сын. Джузеппе Джованни Батиста как скрипичный мастер более известен под клеймом Joseph Guarnerius, filius Andreæ. Вероятно, между первым и третьим сыновьями были и другие подмастерья и помощники, но их личности теперь не установить, хотя их работа порой чётко различима. Сам Андреа стремился отличать работу его и его семьи от работы других сотрудников своей мастерской, добавляя метку Sotto la disciplina (Под руководством…). Андреа Гварнери стал первым мастером, который стал отмечать подобное различение; Амати никогда не поступал так, а Страдивари позднее перенял это. Известно несколько подмастерьев, которые были зарегистрированы в доме Гварнери, а позднее стали известными скрипичными мастерами, например, Джакомо Дженнаро (1641—1646) и Паоло Гранчино.
Точная дата начала обучения Джузеппе неизвестна, однако, начиная с 1680 года, в инструментах Гварнери становится видна и его работа. И доля его участия растёт ближе к концу карьеры Гварнери-отца, превосходя родительское примерно к 1685 году. Инструменты, выходящие из мастерской Гварнери, несут на себе влияние изделий старшего сына Андреа, хотя тот уже жил в Мантуе. Вероятно, младший брат смотрел за старшим и активно копировал какие-то его идеи, особенно если они касались контура корпуса и формы эфов (резонаторных отверстий). 
Мастерская Андреа Гварнери процветала за счёт спроса на не очень дорогие, но престижного происхождения,  инструменты из Кремоны. Однако изредка особая клиентура давала ему возможность подняться на высокий уровень, для которого он был вполне искусен. До нас дошли около 250 инструментов Гварнери, из которых четыре альта и четырнадцать виолончелей.
В своём завещании Андреа Гварнери рассказал потомкам о горечи из-за того, что его старший сын Пьетро покинул семью, переехал в Мантую и оказался неблагодарным  семье ещё до переезда. В наказание за это Пьетро получил меньшую долю в наследстве и был призван к ответу за различные вещи, которые он унёс с собой из дома и мастерской. Андреа умер 7 декабря 1698 года в Кремоне и похоронен в семейном склепе своей матери в Базилике ди Сан-Доменико (которая была позже снесена, могила и останки утрачены).